# Gand-Wevelgem femminile 2020
La Gand-Wevelgem femminile 2020, nona edizione della corsa e valevole come ottava prova dell'UCI Women's World Tour 2020 categoria 1.WWT, si svolse l'11 ottobre 2020 su un percorso di 141,4 km, con partenza da Ypres e arrivo a Wevelgem, in Belgio. La vittoria fu appannaggio della belga Jolien D'Hoore, la quale completò il percorso in 3h33'15", alla media di 39,78 km/h, precedendo la connazionale Lotte Kopecky e la tedesca Lisa Brennauer.
Sul traguardo di Wevelgem 106 cicliste, su 132 partite da Ypres, portarono a termine la competizione.

## Squadre e corridori partecipanti
| N.      | Cod. | Squadra                         |
| ------- | ---- | ------------------------------- |
| 1-6     | WNT  | Ceratizit-WNT Pro Cycling       |
| 21-26   | CSR  | Canyon-SRAM Racing              |
| 31-36   | CCC  | CCC-Liv                         |
| 41-46   | FDJ  | FDJ Nouvelle-Aquitaine          |
| 51-56   | MTS  | Mitchelton-Scott                |
| 61-66   | MOV  | Movistar Team Women             |
| 71-76   | SUN  | Team Sunweb                     |
| 81-86   | TFS  | Trek-Segafredo                  |
| 91-96   | DLT  | Boels-Dolmans Cycling Team      |
| 101-106 | CGS  | Cogeas-Mettler Pro Cycling Team |
| 111-116 | EPK  | Équipe Paule Ka                 |
| 121-126 | LSL  | Lotto-Soudal Ladies             |

| N.      | Cod. | Squadra                       |
| ------- | ---- | ----------------------------- |
| 131-136 | PHV  | Parkhotel Valkenburg          |
| 141-146 | VAL  | Valcar-Travel & Service       |
| 152-156 | ASA  | Astana Women's Team           |
| 161-166 | CCT  | Chevalmeire Cycling Team      |
| 171-176 | CTL  | Ciclotel                      |
| 181-186 | DVE  | Doltcini-Van Eyck Sport       |
| 191-196 | HPU  | Hitec Products-Birk Sport     |
| 201-206 | MUL  | Multum Accountants-LSK Ladies |
| 211-216 | NXG  | NXTG Racing                   |
| 221-226 | TIB  | Team Tibco-SVB                |
| 231-236 | RLW  | Rally Cycling Women           |

## Ordine d'arrivo (Top 10)
| Pos. | Corridore            | Squadra    | Tempo    |
| ---- | -------------------- | ---------- | -------- |
| 1    | Jolien D'Hoore       | Boels      | 3h33'15" |
| 2    | Lotte Kopecky        | Lotto      | s.t.     |
| 3    | Lisa Brennauer       | Ceratizit  | s.t.     |
| 4    | Sarah Roy            | Mitchelton | s.t.     |
| 5    | Marta Cavalli        | Valcar     | s.t.     |
| 6    | Lauren Stephens      | Tibco      | s.t.     |
| 7    | Demi Vollering       | Parkhotel  | s.t.     |
| 8    | Elizabeth Deignan    | Trek       | s.t.     |
| 9    | Amy Pieters          | Boels      | a 5"     |
| 10   | Elisa Longo Borghini | Trek       | a 8"     |